# Anigrides
 (août 2023).
Les Anigrides (grec moderne : Ἀνίγριδες) sont dans la mythologie grecque les nymphes fluviales (ou Potamides) de la rivière Anigros en Élide.  
Au fond du golfe de Kyparissia, non loin de l'embouchure de la rivière, se trouvait une grotte sacrée près du village moderne de Samiko, où des personnes atteintes de maladies de peau venaient chercher la guérison par des prières et des sacrifices aux nymphes et des baignades dans la rivière,. La plus ancienne attestation connue du culte de ces nymphes était du poète Moïro au IIIe siècle avant l'ère commune. 
La rivière Anigros elle-même était un petit ruisseau du sud de l’Élide qui descendait du mont Lapithas jusqu’à la mer Ionienne. Les eaux étaient réputées pour être nauséabondes, sans doute en raison de leur teneur en soufre. La grotte et les sources qu'elle abrite font maintenant partie des sources thermales de Kaiafas. 